# Ays
Ays ist in der Armenischen Mythologie ein böser Geist aus der Gruppe der Devs und die Personifikation des Windes.
Ays besaß die Gabe, in den Körper der Menschen einzudringen. Die Opfer werden dadurch geisteskrank oder sogar selbst zu Dämonen.